# Peter Lundt
Peter Lundt: Blinder Detektiv war eine Hörspielserie um die gleichnamige Hauptperson, die als blinder Privatdetektiv Kriminalfälle löst. Diese sind neben Lundts Blindheit vor allem durch reale Schauplätze in und um Hamburg geprägt. Die von Arne Sommer geschriebene Serie wurde von 2004 bis 2011 vom Label hörformat produziert und von der Lauscherlounge veröffentlicht. Neben den CD-Veröffentlichungen wurden auch Live-Hörspiele, etwa auf der Messe Die Hörspiel 2010, aufgeführt. 2011 erschien zudem der erste Comic zur Serie.
Am 13. Oktober 2012 verkündete Klaus Lauer-Wilms (Mitinhaber hörformat) auf der Verlags-Homepage, dass auf Grund mangelnder Ideen und schwacher Absatzzahlen keine weiteren Folgen der Serie mehr produziert werden.

## Personen

### Peter Lundt
Der ehemalige Ermittler des Hamburger Drogendezernats erblindete aufgrund eines Dienstunfalls. Nun betreibt er in Hamburg eine Privatdetektei. Neben seiner Arbeit ist er leidenschaftlicher Fan des FC St. Pauli und verpasst keines der Heimspiele des Fußballvereins.

### Anna Schmidt
Anna ist Peter Lundts Assistentin. Eigentlich ist sie Studentin, doch für Peter erledigt sie immer wieder Botengänge beziehungsweise chauffiert ihn.

### Oliver Zornvogel
Oliver ist Peters bester Freund und ehemaliger Kollege bei der Polizei, der ebenfalls Fan des FC St. Pauli ist. Beruflich wendet sich Peter immer wieder Rat und Tat suchend an den Kommissar.

### Sally Vation
Sally Vation ist der Künstlername von Corinna Modenweiher. Bei Modenweiher handelt es sich jedoch um den Geburtsnamen ihrer Mutter, ihr Geburtsname lautet Konstanze Corinna Jorge. Sally arbeitet als Stripperin. Peter lernt sie bei seinem ersten Fall als Detektiv kennen und beginnt mit ihr eine Liebesbeziehung.

## Folgenindex
Die ersten 8 Folgen wurden vom Hörformat selber vertrieben. Ab 2008 hat die Lauscherlounge den Vertrieb übernommen und die ersten 8 Folgen in einer Neuauflage veröffentlicht. Aufgrund der Einstellung der Serie ist die geplante Folge und der 13. Freitag nicht erschienen, sondern wurde nur als Live-Hörspiel am 25. September 2011 in Neumünster aufgeführt.
| Folge | Titel                              | Jahr |
| ----- | ---------------------------------- | ---- |
| 1     | und das Keuchen des Karpfens       | 2004 |
| 2     | und die Rache des Drachen          | 2005 |
| 3     | und der Kniefall der Königin       | 2005 |
| 4     | und das Wunder vom Weihnachtsmarkt | 2005 |
| 5     | und das Eckige im Runden           | 2006 |
| 6     | und das Schweigen der Bienen       | 2006 |
| 7     | und die Jagd auf Peter Lundt       | 2007 |
| 8     | und die Stunden bis Helsinki       | 2007 |
| 9     | und die Tänze der Toten            | 2009 |
| 10    | und der Dreiklang des Bösen        | 2009 |
| 11    | und die Rivalinnen der Rennbahn    | 2009 |
| 12    | und die Tränen der Elefanten       | 2011 |

## Comics
Im Jahre 2011 wurde vom Carlsen-Comics-Verlag der erste Comic zur Hörspielserie veröffentlicht. Für die Comic-Serie wurden neue Fälle von Arne Sommer geschrieben, die vom Zeichner Volker Sponholz mit Comics illustriert wurden.
| Band | Titel      | Jahr |
| ---- | ---------- | ---- |
| 1    | Gnadenstoß | 2011 |